# 감물중학교
감물중학교(甘勿中學校)는 충청북도 괴산군 감물면에 있었던 공립 중학교이다.

## 학교 연혁
- 1986년 6월 22일 : 개교
- 2013년 2월 28일 : 폐교 및 인근 학교와 기숙형 중학교 괴산오성중학교로 통합[1], 27년만에 폐업